# Aleuropapillatus gmelinae
Aleuropapillatus gmelinae là một loài côn trùng cánh nửa trong họ Aleyrodidae, phân họ Aleyrodinae.
Aleuropapillatus gmelinae được David, Jesudasan & Mathew miêu tả khoa học đầu tiên năm 1988.